# Вест-Пойнт (Нью-Йорк)
Вест-Пойнт (англ. West Point) — переписна місцевість (CDP) в США, в окрузі Орандж штату Нью-Йорк. Населення — 7341 особа (2020).

## Географія
Вест-Пойнт розташований за координатами 41°21′39″ пн. ш. 74°1′11″ зх. д. / 41.36083° пн. ш. 74.01972° зх. д. (41.360729, -74.019749).  За даними Бюро перепису населення США в 2010 році переписна місцевість мала площу 53,48 км², з яких 51,15 км² — суходіл та 2,33 км² — водойми.

### Клімат
| Клімат : Вест-Пойнт     | Клімат : Вест-Пойнт | Клімат : Вест-Пойнт | Клімат : Вест-Пойнт | Клімат : Вест-Пойнт | Клімат : Вест-Пойнт | Клімат : Вест-Пойнт | Клімат : Вест-Пойнт | Клімат : Вест-Пойнт | Клімат : Вест-Пойнт | Клімат : Вест-Пойнт | Клімат : Вест-Пойнт | Клімат : Вест-Пойнт | Клімат : Вест-Пойнт |
| Показник                | Січ.                | Лют.                | Бер.                | Квіт.               | Трав.               | Черв.               | Лип.                | Серп.               | Вер.                | Жовт.               | Лист.               | Груд.               | Рік                 |
| Абсолютний максимум, °C | 21,7                | 22,2                | 30,0                | 35,6                | 36,1                | 38,9                | 41,1                | 40,6                | 40,6                | 33,3                | 27,8                | 22,2                | 41,1                |
| Середній максимум, °C   | 1,6                 | 3,7                 | 8,7                 | 15,9                | 21,8                | 26,6                | 29,2                | 28,1                | 23,8                | 16,9                | 10,7                | 4,2                 | 15,9                |
| Середня температура, °C | −2,5                | −0,8                | 3,6                 | 10,2                | 15,8                | 20,8                | 23,4                | 22,6                | 18,3                | 11,9                | 6,4                 | 0,5                 | 10,8                |
| Середній мінімум, °C    | −6,6                | −5,3                | −1,4                | 4,5                 | 9,9                 | 15,1                | 17,6                | 17,2                | 12,9                | 6,9                 | 2,1                 | −3,2                | 5,8                 |
| Абсолютний мінімум, °C  | −26,1               | −27,2               | −18,9               | −11,1               | −3,9                | 3,9                 | 4,4                 | 1,7                 | −2,2                | −6,7                | −15                 | −26,7               | −27,2               |
| Норма опадів, мм        | 95                  | 75                  | 100                 | 102                 | 105                 | 117                 | 117                 | 115                 | 114                 | 127                 | 110                 | 108                 | 1284                |
| Днів з опадами          | 9,8                 | 7,8                 | 9,2                 | 10,6                | 11,4                | 11,3                | 10,2                | 9,3                 | 8,2                 | 8,8                 | 9,4                 | 10,0                | 115,9               |
| Днів зі снігом          | 5,1                 | 3,1                 | 1,6                 | ,1                  | 0                   | 0                   | 0                   | 0                   | 0                   | 0                   | ,3                  | 1,7                 | 11,9                |
| ----------------------- | ------------------- | ------------------- | ------------------- | ------------------- | ------------------- | ------------------- | ------------------- | ------------------- | ------------------- | ------------------- | ------------------- | ------------------- | ------------------- |
| Джерело: NOAA           |                     |                     |                     |                     |                     |                     |                     |                     |                     |                     |                     |                     |                     |

## Демографія
Згідно з переписом 2010 року, у переписній місцевості мешкали 6763 особи в 629 домогосподарствах у складі 614 родин. Густота населення становила 126 осіб/км².  Було 843 помешкання (16/км²).
Расовий склад населення:
| - 80,4 % — білих - 6,8 % — чорних або афроамериканців - 4,7 % — азіатів - 0,4 % — корінних американців - 0,1 % — вихідців з тихоокеанських островів - 2,6 % — осіб інших рас |

До двох чи більше рас належало 5,0 %. Частка іспаномовних становила 9,7 % від усіх жителів.
За віковим діапазоном населення розподілялося таким чином: 16,7 % — особи молодші 18 років, 83,1 % — особи у віці 18—64 років, 0,2 % — особи у віці 65 років та старші. Медіана віку мешканця становила 20,9 року. На 100 осіб жіночої статі у переписній місцевості припадало 261,1 чоловіків;  на 100 жінок у віці від 18 років та старших — 332,8 чоловіків також старших 18 років.
Середній дохід на одне домашнє господарство  становив 114 831 долар США (медіана — 100 385), а середній дохід на одну сім'ю — 109 496 доларів (медіана — 100 192). Медіана доходів становила 12 164 долари для чоловіків та 19 063 долари для жінок. За межею бідності перебувало 3,9 % осіб, у тому числі 4,4 % дітей у віці до 18 років та 0,0 % осіб у віці 65 років та старших.
Цивільне працевлаштоване населення становило 776 осіб. Основні галузі зайнятості: освіта, охорона здоров'я та соціальна допомога — 26,0 %, публічна адміністрація — 24,7 %, роздрібна торгівля — 15,7 %, мистецтво, розваги та відпочинок — 11,2 %.

## Персоналії
- Гор Відал (1925-2012) — американський письменник та громадський діяч.